# Cargo (film australien, 2017)
Ne doit pas être confondu avec Cargo (film belge, 2017).
Pour les articles homonymes, voir Cargo (homonymie).
Pour plus de détails, voir Fiche technique et Distribution.
Cargo est un thriller post-apocalyptique australien réalisé par Ben Howling et Yolanda Ramke, sorti en 2017. Il s’agit d’un remake du court métrage homonyme des mêmes réalisateurs (2013).

## Synopsis
Après qu'une épidémie s'est répandue dans toute l’Australie et qu'il a perdu sa femme à la suite d'une morsure de zombie, un père (Martin Freeman) cherche une bonne personne prête à garder sa fille Rosie.

## Fiche technique
- Titre original : Cargo
- Réalisation : Ben Howling et Yolanda Ramke
- Scénario : Yolanda Ramke, d’après le court métrage éponyme du même duo (2013)
- Direction artistique : Josephine Ford
- Décors : Sophie Nash
- Costumes : Heather Wallace
- Photographie : Geoffrey Simpson
- Montage : Dany Cooper et Sean Lahiff
- Production : Russell Ackerman, Kristina Ceyton, Samantha Jennings et Mark Patterson
- Sociétés de production : Addictive Pictures, Causeway Films et White Hot Productions
- Société de distribution : Umbrella Entertainment (Australie) ; Netflix (international)
- Pays d’origine :  Australie
- Langue originale : anglais
- Format : couleur
- Genre : thriller post-apocalyptique
- Durée : 105 minutes
- Dates de sortie :
  - Australie : 6 octobre 2017 (Festival international du film d’Adelaide) ; 17 mai 2018 (sortie nationale)
  - International : 18 mai 2018 (Netflix)

## Distribution
- Martin Freeman (VF : Julien Sibre) : Andy Rose
- Anthony Hayes (VF : Boris Rehlinger) : Vic Carter
- Caren Pistorius (VF : Sandra Valentin) : Lorraine Cassidy
- David Gulpilil : Daku
- Susie Porter (VF : Juliette Degenne) : Kay Caine
- Kris McQuade (VF : Isabelle Leprince) : Etta
- Bruce R. Carter : Willie
- Natasha Wanganeen : Josie
- Simone Landers : Thoomi

 Source et légende : version française (VF) sur RS Doublage

## Accueil
Cargo est sélectionné et projeté le 6 octobre 2017 au Festival international du film d’Adelaide en Australie, avant sa sortie nationale dès le 17 mai 2018.
Il devait, à l’origine, sortir le 8 juin 2018 ; il est avancé au 18 mai 2018 au profit de la diffusion internationale sur Netflix.